# Květa Jeriová
Květoslava Jeriová detta Květa (Studenec, 10 ottobre 1956) è un'ex fondista cecoslovacca, vincitrice di tre medaglie olimpiche. In seguito alla dissoluzione della Cecoslovacchia (1992) assunse la nazionalità ceca. A volte è indicata anche come Květoslava Jeriová-Pecková, dal cognome del marito.

## Biografia
In Coppa del Mondo esordì nella gara inaugurale del 9 gennaio 1982 a Klingenthal, ottenendo subito la prima vittoria.
In carriera prese parte a due edizioni dei Giochi olimpici invernali, Lake Placid 1980 (3ª nella 5 km, 9ª nella 10 km, 4ª nella staffetta) e Sarajevo 1984 (3ª nella 5 km, 10ª nella 10 km, 12ª nella 20 km, 2ª nella staffetta), e a una dei Campionati mondiali, Oslo 1982, vincendo una medaglia.

## Palmarès

### Olimpiadi
- 3 medaglie:
  - 1 argento (staffetta[1] a Sarajevo 1984)
  - 2 bronzi (5 km[2] a Lake Placid 1980; 5 km[1] a Sarajevo 1984)

### Mondiali
- 1 medaglia[3]:
  - 1 bronzo (10 km TL[1] a Oslo 1982)

### Coppa del Mondo
- Miglior piazzamento in classifica generale: 3ª nel 1982 e nel 1983
- 8 podi (tutti individuali[4])[5]:
  - 8 vittorie

#### Coppa del Mondo - vittorie
| Data             | Località      | Nazione          | Spec.    |
| ---------------- | ------------- | ---------------- | -------- |
| 9 gennaio 1982   | Klingenthal   | Germania Est     | 10 km TC |
| 15 gennaio 1982  | La Bresse     | Francia          | 5 km TC  |
| 22 gennaio 1982  | Furtwangen    | Germania Ovest   | 5 km TC  |
| 12 dicembre 1982 | Val di Sole   | Italia           | 5 km     |
| 19 febbraio 1983 | Kavgolovo     | Unione Sovietica | 20 km    |
| 25 febbraio 1983 | Falun         | Svezia           | 10 km    |
| 9 dicembre 1983  | Reit im Winkl | Germania Ovest   | 5 km     |
| 17 marzo 1984    | Štrbské Pleso | Cecoslovacchia   | 5 km     |

Legenda:

TC = tecnica classica